# Paulus Stephanus Cassel
Paulus Stephanus Cassel, nato Selig Cassel (Glogau, 27 febbraio 1821 – Friedenau, 23 dicembre 1892), è stato uno storico, giornalista e teologo tedesco.
Ebreo tedesco convertito al cristianesimo, è stato anche missionario presso gli ebrei.

## Carriera
Prima della sua conversione alla Chiesa evangelica, avvenuta nel 1855, studiò storia con Leopold von Ranke e pubblicò nel 1849 un volume sulla storia ungherese e nel 1851 uno sulla storia del popolo ebraico dalla distruzione del secondo tempio al 1847, entrambi col suo nome originario di "Selig Cassel". Successivamente si laureò in teologia a Vienna e scrisse su temi di "simbolica" nella vita etico-religiosa e di teologia vera e propria. Pubblicò anche raccolte di versi di ispirazione religiosa.
Dal 1860 alla morte visse a Berlino, Nel 1866-67 fu anche deputato al parlamento della Prussia. Dal 1867 fu pastore nella ChristusKirche di Berlino. Fra il 1880 e il 1885 combatté vivacemente l'antisemitismo, che si stava diffondendo in Germania, e in particolare le opinioni di Adolf Stöcker e Richard Wagner.

## Opere
- Ahasverus: Die Sage vom ewigen Juden; eine wissenschaftliche Abhandlung; mit einem kritischen Protest wider Ed. v. Hartmann und Adolf Stöcker, Berlino: Internationale Buchhandlung, 1885
- Aus der Hagia Sophia: Ein Akademisches Neujahrs-Programm, Erfurt: Villaret, 1856
- Aus guter Stunde: Betrachtungen und Erinnerungen, Gotha: Schlößmann, 1874
- Aus Literatur und Geschichte, Berlin and Leipzig: W. Friedrich, 1885
- Aus Literatur und Symbolik: Abhandlungen, Leipzig: W. Friedrich, 1884
- Das Buch der Richter und Ruth, Bielefeld: Velhagen & Klasing, 1887
- Das Buch Esther: Ein Beitrag zur Geschichte des Morgenlandes; aus dem Hebräischen übersetzt, historisch und theologisch erläutert, Berlino: Rothberger & Co., 1878
- Das Leben des Menschen in Geschichte und Symbol (=Geschichte und Symbol; 1, solo il primo volume fu pubblicato), Berlin: R. Boll, 1893
- Das tausend jährige Reich und die Satansbindung. Eine theologisch-historische Abhandlung, Berlino: Expedition des "Sunem", 1882
- Denkschrift der Königlichen Akademie gemeinnütziger Wissenschaften in Erfurt: Herausgegeben am Seculartage ihrer Gründung, den 19. Juli, 1854, Erfurt: Villaret, 1854
- Der Judengott und Richard Wagner: Eine Antwort an die Bayreuther Blätter; Zum 28. Mai 1881, Berlino: Wohlgemuth, 1881
- Der Mittler (Mesites): Ein exegetischer Versuch zu Galater 3,19.20, Erfurt: 1855
- Dialoge über Wissenschaft und Christenthum, Erfurt: 1856
- Die Antisemiten und die evangelische Kirche: Sendschreiben an einen evangelischen Geistlichen, 2d ed., Berlin: Wohlgemuth, 1881
- Die Geschichte des Jüdischen Volkes seit der Eroberung und Zerstörung Jerusalems und seines Heiligthums durch die Römer bis zum Jahre 1847. Eine wissenschaftliche Skizze, Gesellschaft zur Beförderung des Christenthums unter den Juden (ed.), Berlin: Magazin des Haupt-Vereins für christliche Erbauungsschriften in den Preußischen Staaten, 1860
- Eddische Studien, Weimar: H. Böhlau, 1856
- Emancipation und Mission: Vortrag in der Versammlung des kirchlichen Zentralvereins zu Gnadau am 2.10.1860, Quedlinburg: Franke, 1860
- Erstes Sendschreiben an Freunde in Deutschland und England über die Christuskirche in Berlin und ihr Martyrium durch die London Society, Berlin: Ginzel, 1891
- Für ernste Stunden: Betrachtungen und Erinnerungen, 2d ed., Berlino: Expedition des Sunem, 1881
- Hallelujah! Einhundertundachtundachtzig geistliche Lieder
- Irene, eine sprachlich-exegetische Skizze, Erfurt: Villaret, 1855
- Magyarische Alterthümer, Berlin: Veit & Co., 1848
- Rose und Nachtigall: Vortrag auf Veranlassüng des Berliner Hülfsvereins des Germanischen National-Museums in Nürnberg den 8. Februar 1860 gehalten, Berlin: Rauh, 1860
- Sabbathliche Erinnerungen
- Sunem, ein Berliner Wochenblatt für christliches Leben und Wissen: 16 vols. (pubblicato settimanalmente da Cassel nel periodo 1875 - 1889)
- Ueber thüringische Ortsnamen, Erfurt: Villaret, 1856–1858, reprint: Cologne: Böhlau, 1983, (=Mitteldeutsche Forschungen. Sonderreihe Quellen und Darstellungen in Nachdrucken; vol. 5)
- Vom Nil zum Ganges: Wanderungen in die Orientalische Welt, Berlino: A. Hoffmann & Co., 1880
- Vom Wege nach Damaskus: Apologetische Abhandlungen, Gotha: Schlößmann, 1872
- Von Warschau bis Olmütz, Berlino: W. Adolf & Co., 1851
- Weihnachten, Ursprünge, Bräuche, und Aberglauben: Ein Beitrag zur Geschichte der Christlichen Kirche und des deutschen Volkes, Berlino: Rauh, 1861, ristampa: Wiesbaden: VMA, 1980
- Wider Heinrich von Treitschke: Für die Juden, Berlino: Stahn, 1880
- Wie ich über Judenmission denke, Berlin: Expedition des "Sunem", 1886
- Wissenschaftliche Berichte: Unter Mitwirkung von Mitgliedern der Erfurter Akademie gemeinnütziger Wissenschaften, Erfurt: Keyser, 1853-1854.
- Zweites Targum zum Buche Esther: Im vocalisirten Urtext mit sachlichen und sprachlichen Erläuterungen, Berlin and Leipzig: W. Friedrich, 1885, (=Aus Litteratur und Geschichte: Abhandlungen von D. Paulus Cassel)

Sul giudaismo, inoltre, scrisse prima della conversione i seguenti saggi:
- "Das Glaubensbekenntniss der Zenobia, Fürstin von Palmyra", in: Literaturblatt des Orients, 1841, Nos. 31 et seq.
- "Der Apostat", in: Literaturblatt des Orients, 1843, Nos. 18 et seq.
- "Historische Versuche: Anmerkungen zu Benjamin von Tudela, Französische Städtenamen, Apologie," Berlin: Adolf, 1847
- "Juden [Geschichte]", in: Allgemeine Encyclopaedie der Wissenschaften und Künste: 167 vol., Johann Samuel Ersch e Johann Gottfried Gruber, ii., parte 27, pp. 1–238
- Ueber die Rabbinerversammlung des Jahres 1650. Eine historische Abhandlung. Festschrift Sr. Ehrwürden Herrn J.[acob] J.[oseph] Oettinger, Berlin: Buchhandlung des Berliner Lesecabinets Berlin Trowitzsch, 1845

e dopo la conversione:
- "Caricaturnamen", in: Paulus Cassel, Aus Literatur und Geschichte, Berlino e Leipzig: W. Friedrich, 1885, pp. 323–347
- "Das Zicklein aus der Jüdischen Passahliturgie", in: Paulus Cassel, Aus dem Lande des Sonnenaufgangs, Berlino: Wilhelm Issleib (Gustav Schuhr), 1885, pp. 1–16
- "Der Ewige Jude," in: Geschichte und Symbol; vol. 1 (unico volume pubblicato), Berlino: R. Boll, 1893, pp. 367–410
- Die Symbolik des Blutes und «Der arme Heinrich» von Hartmann von der Aue, Berlin: A. Hoffmann & Co., 1882
- Mischle Sindbad, Secundus Syntipas, edirt, emendirt und erklärt: Einleitung und Deutung des Buches der Sieben weisen Meister, 3d ed., Berlino: Verlag des Bibliographischen Bureaus, 1891 (trattato sul folklore medievale e sul ruolo degli ebrei)
- "Shylock, der Kaufmann von Venedig", in Aus Literatur und Symbolik: Abhandlungen, Leipzig: W. Friedrich, 1884, pp. 368–386
- "Zur Naturgeschichte der Chuzpe: Sendschreiben an das Berliner Tagblatt", in: Paulus Cassel, Aus dem Lande des Sonnenaufgangs, Berlino: Wilhelm Issleib (Gustav Schuhr), 1885, pp. 89–100 (risposta alla recensione di Ahasverus scritta da Fritz Mauthner)

Inoltre scrisse poemi, inni e alcune commedie, fra cui: Vom Könige, Das neue Schauspiel, Der Wiener Congress e Paulus in Damascus.